# Metapenaeus demani
Metapenaeus demani is een tienpotigensoort uit de familie van de Penaeidae. De wetenschappelijke naam van de soort is voor het eerst geldig gepubliceerd in 1921 door Roux.